# Rue Raymond-Queneau
La rue Raymond-Queneau est une voie située dans le quartier de la Chapelle du 18e arrondissement de Paris, en France. 

## Situation et accès
Elle part du rond-point de La Chapelle, croise l'impasse Raymond-Queneau et rencontre la place Pierre-Mac-Orlan et la rue Jean-Cottin.
Elle est desservie par la ligne 12 à la station de métro Porte de la Chapelle.

## Origine du nom
Elle porte le nom de l'écrivain français Raymond Queneau (1903-1976).

## Historique
Jusque dans les années 1970, à cet emplacement se trouvait un faisceau ferroviaire qui se dirigeait du rond-point de la Chapelle vers la gare de la Chapelle-Charbon. Ce raccordement permettait d'acheminer des trains venant du nord de la France sur la ligne de Petite Ceinture (notamment la Malle des Indes en 1882).
La voie est créée dans le cadre de l'aménagement de la ZAC Évangile sous le nom provisoire de « voie AN/18 » et prend sa dénomination actuelle par arrêté municipal du 28 décembre 1987.

## Bâtiments remarquables et lieux de mémoire
Depuis 1988, la Congrégation des Filles du Saint-Esprit anime dans la cité Raymond-Queneau une communauté qui fait partie de la paroisse Saint-Denys de la Chapelle.
Au no 22 se trouve le square Raymond-Queneau.
Dans un parking souterrain de la tour Boucry, en face des nos 24-26, se trouve une ferme souterraine de 3 500 m2, appelée « La Caverne », qui produit pleurotes, shiitakes, champignons de Paris, endives et micro-pousses,.